# سنت خایمه دلس دومنیس
سن جائومه دلز دومنیس (به اسپانیایی: Sant Jaume dels Domenys) یک منطقهٔ مسکونی در اسپانیا است که در بایکس پنس واقع شده‌است. سنت خایمه دلس دومنیس ۲۴٫۴ کیلومتر مربع مساحت دارد.